# EM i landevejscykling 2021
EM i landevejscykling 2021 var det 27. europæiske mesterskab i landevejscykling. Det blev afholdt i Trento i den italienske region Trentino-Alto Adige fra 8. til 12. september 2021. Der blev afholdt 13 konkurrencer.

## Resultater

### Herrer
| Event           | Guld                                  | Guld     | Sølv                              | Sølv     | Bronze                            | Bronze   |
| --------------- | ------------------------------------- | -------- | --------------------------------- | -------- | --------------------------------- | -------- |
| Herrer - Elite  |                                       |          |                                   |          |                                   |          |
| Linjeløb        | Sonny Colbrelli · Italien (ITA)       | 4:19:45  | Remco Evenepoel · Belgien (BEL)   | 4:19:45  | Benoît Cosnefroy · Frankrig (FRA) | 24:21.15 |
| Enkeltstart     | Stefan Küng · Schweiz (SWI)           | 24:29.80 | Filippo Ganna · Italien (ITA)     | 24:37.50 | Remco Evenepoel · Belgien (BEL)   | 24:44.46 |
| Herrer - U23    |                                       |          |                                   |          |                                   |          |
| Linjeløb        | Thibau Nys · Belgien (BEL)            | 3:06:57  | Filippo Baroncini · Italien (ITA) | 3:06:57  | Juan Ayuso · Spanien (ESP)        | 3:06:57  |
| Enkeltstart     | Johan Price-Pejtersen · Danmark (DEN) | 25:35.29 | Søren Wærenskjold · Norge (NOR)   | 26:08.98 | Daan Hoole · Holland (NED)        | 26:09.76 |
| Herrer - Junior |                                       |          |                                   |          |                                   |          |
| Linjeløb        | Romain Grégoire · Frankrig (FRA)      | 2:35:42  | Per Strand Hagenes · Norge (NOR)  | 2:35:42  | Lenny Martinez · Frankrig (FRA)   | 2:35:42  |
| Enkeltstart     | Alec Segaert · Belgien (BEL)          | 26:26.61 | Cian Uijtdebroeks · Belgien (BEL) | 26:31.70 | Eddy Le Huitouze · Frankrig (FRA) | 27:06.99 |

### Damer
| Event          | Guld                              | Guld     | Sølv                                 | Sølv     | Bronze                           | Bronze   |
| -------------- | --------------------------------- | -------- | ------------------------------------ | -------- | -------------------------------- | -------- |
| Damer - Elite  |                                   |          |                                      |          |                                  |          |
| Linjeløb       | Ellen van Dijk · Holland (NED)    | 2:50:35  | Liane Lippert · Tyskland (GER)       | 2:51:53  | Rasa Leleivytė · Litauen (LTU)   | 2:51:53  |
| Enkeltstart    | Marlen Reusser · Schweiz (SWI)    | 27:12.95 | Ellen van Dijk · Holland (NED)       | 27:32.26 | Lisa Brennauer · Tyskland (GER)  | 28:15.22 |
| Damer - U23    |                                   |          |                                      |          |                                  |          |
| Linjeløb       | Silvia Zanardi · Italien (ITA)    | 2:11:15  | Kata Blanka Vas · Ungarn (HUN)       | 2:11:17  | Évita Muzic · Frankrig (FRA)     | 2:11:17  |
| Enkeltstart    | Vittoria Guazzini · Italien (ITA) | 29:02.08 | Hannah Ludwig · Tyskland (GER)       | 29:40.97 | Elena Pirrone · Italien (ITA)    | 29:47.92 |
| Damer - Junior |                                   |          |                                      |          |                                  |          |
| Linjeløb       | Linda Riedmann · Tyskland (GER)   | 1:53:09  | Eleonora Ciabocco · Italien (ITA)    | 1:53:09  | Eglantine Rayer · Frankrig (FRA) | 1:53:11  |
| Enkeltstart    | Alena Ivantjenko · Rusland (RUS)  | 29:11.82 | Antonia Niedermaier · Tyskland (GER) | 29:43.61 | Elise Uijen · Holland (NED)      | 30:05.35 |

### Mixed
| Event          | Guld | Guld     | Sølv | Sølv     | Bronze                                                                                                   | Bronze   |
| -------------- | --- | -------- | --- | -------- | --- | -------- |
| Holdtidskørsel | Italien · Matteo Sobrero · Filippo Ganna · Alessandro De Marchi · Elena Cecchini · Marta Cavalli · Elisa Longo Borghini | 51:59.01 | Tyskland · Miguel Heidemann · Justin Wolf · Max Walscheid · Corinna Lechner · Mieke Kröger · Tanja Erath | 52:20.08 | Holland · Koen Bouwman · Jos van Emden · Bauke Mollema · Floortje Mackaij · Amy Pieters · Demi Vollering | 52:25.28 |

## Medaljeoversigt
*   Værtsland (Italien)
| Rank               | Nation             | Guld | Sølv | Bronze | Total |
| ------------------ | ------------------ | ---- | ---- | ------ | ----- |
| 1                  | Italien (ITA)*     | 4    | 3    | 1      | 8     |
| 2                  | Belgien (BEL)      | 2    | 2    | 1      | 5     |
| 3                  | Schweiz (SWI)      | 2    | 0    | 0      | 2     |
| 4                  | Tyskland (GER)     | 1    | 4    | 1      | 6     |
| 5                  | Holland (NED)      | 1    | 1    | 3      | 5     |
| 6                  | Frankrig (FRA)     | 1    | 0    | 5      | 6     |
| 7                  | Danmark (DEN)      | 1    | 0    | 0      | 1     |
| 7                  | Rusland (RUS)      | 1    | 0    | 0      | 1     |
| 9                  | Norge (NOR)        | 0    | 2    | 0      | 2     |
| 10                 | Ungarn (HUN)       | 0    | 1    | 0      | 1     |
| 11                 | Litauen (LTU)      | 0    | 0    | 1      | 1     |
| 11                 | Spanien (ESP)      | 0    | 0    | 1      | 1     |
| Total (12 nations) | Total (12 nations) | 13   | 13   | 13     | 39    |